# Denholme
Denholme är en ort och civil parish i Bradford i Storbritannien. Den ligger i grevskapet West Yorkshire och riksdelen England, i den centrala delen av landet, 280 km norr om huvudstaden London. Denholme ligger 289 meter över havet och antalet invånare är 2 469.
Terrängen runt Denholme är huvudsakligen kuperad, men den allra närmaste omgivningen är platt.Runt Denholme är det tätbefolkat, med 530 invånare per kvadratkilometer. Närmaste större samhälle är Bradford, 9,4 km öster om Denholme. Trakten runt Denholme består i huvudsak av gräsmarker.